# 西這田站
西這田站（日语：／ Nishi-Houda eki */?）是位於兵庫縣三木市別所町西這田一丁目，三木鐵道三木線的鐵路車站（廢站）。
此站是三木線由三木鐵道接管後才開設的簡單車站。

## 歷史
- 1986年（昭和61年）4月1日：此站啟用[1]。
- 2008年（平成20年）4月1日：三木線被廢除，此站也被廢除。

## 車站構造
此站是地面車站，設有1面1線的單式月台。此站的月台比較簡單，路線沿東西方向。
在開業以來，此站為無人車站，沒有站舍，月台上設有小型上蓋。
月台靠近別所一方設有陂道出入口。車站靠近別所一方設有這田第一平交道，乘客可透過該平交道前往車站南邊。在高木站和下石野站的月台上設有公眾電話，但此站沒有設置。

## 車站周邊
車站周邊為廣寬的田園地帶，路軌南邊設有三個村落，以及學校和郵局等設施。站前的兵庫縣道20號加古川三田線附近設有便利店。車站南邊500米處設有小規模工業團地。另外，溫泉即日來回設施距離此站10分步程。
- 美嚢川（日语：美嚢川） - 為加古川（日语：加古川）支流，該河流與三木線並行。
- 湯庵 - 溫泉即日來回設施。

## 巴士路線
在車站附近設有神姬巴士營運的巴士路線：
- 三木營業所（日语：神姫バス三木営業所） - 西這田 - 三木工業團地

在三木線廢除後，三木鐵道替代巴士（由神姬巴士營運）開始途經西這田巴士站。
- 厄神站 - 西這田 - 三木鐵道三木站（日语：三木駅 (三木鉄道)） - 惠比須站
- 厄神站 - 西這田 - 三木鐵道三木站 - 三木營業所

## 相鄰車站
三木鐵道
三木線
石野－西這田－別所

## 注腳
1. 1 2  石野哲 (编).  初版. JTB. 1998-10-01: 243. ISBN 978-4-533-02980-6 （日语）.

## 相關項目
- 日本鐵路車站列表 Ni